# Get Low Records
Get Low Records es un sello discográfico de hip hop fundado por el rapero Memphis Bleek, como parte de Roc-A-Fella Records. Bajo la tutela del rapero Jay-Z, propietario de esta última, Memphis Bleek fundó esta subsidiaria.

## Artistas
- Memphis Bleek
- Lil' Cease
- Coya
- Denim
- Livin' Proof
- Latif
- Geda K
- Mc Ceja
- Polaco

- Datos: Q8963972